# Achias albertisi
Achias albertisi är en tvåvingeart som beskrevs av Osten Sacken 1881. Achias albertisi ingår i släktet Achias och familjen bredmunsflugor. Inga underarter finns listade i Catalogue of Life.